# Пропердин
Пропердин (англ. properdin, от лат. perdere «уничтожать»), или фактор P, — глобулярный белок, обнаруженный в сыворотке крови высших животных. Представляет собой несколько растворённых в кровотоке проферментов, относящихся к системе комплемента, которая обеспечивает врождённый иммунитет. 

## Функция
Известно, что пропердин участвует в некоторых специфических иммунных реакциях. Он играет роль в воспалении ткани, а также в процессе поглощения фагоцитами патогенов. Кроме того, известно его участие в нейтрализации некоторых вирусов.
Как компонент альтернативного пути активации комплемента (иначе известного как «пропердиновый путь»), он образует комплексы с другим белком, C3b, для стабилизации альтернативной C3-конвертазы (C3bBb), которая затем расщепляет больше C3.

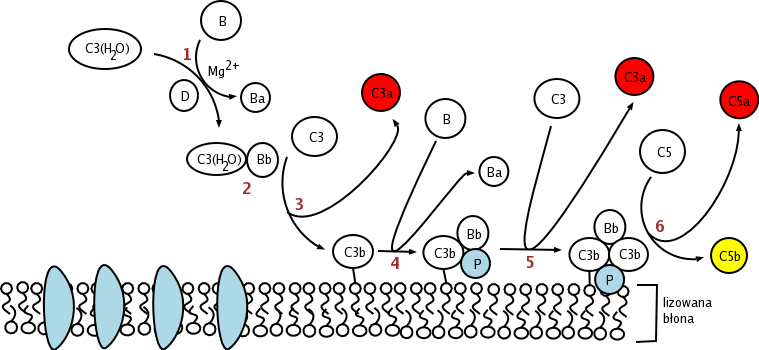
Альтернативный путь. Пропердин обозначен как P в синих кружках. (Некоторые обозначения на польском.)

Альтернативный путь не зависит от антител. Эта ветвь системы комплемента включается главным образом за счет «холостой» самопроизвольной активации компонента C3 комплемента, которая происходит в сыворотке постоянно в микроколичествах за счет спонтанного гидролиза. Значение «холостой» активации в том, что активные компоненты, сорбируясь на собственных поверхностях, быстро инактивируются специальными факторами инактивации (ФУД-фактор ускоренной диссоциации C3-конвертазы, CR1, МКБ-мембранный кофакторный белок), которых нет на поверхности чужеродных агентов и где есть все условия для стабилизации активированного С3 и последующего образования анафилатоксинов, опсонинов, хемотаксических факторов и мембраноатакующего комплекса, которые помогают в борьбе с патогенами.

## История
Пропердин был открыт в 1954 году Луисом Пилемером (Louis Pillemer) в Институте патологии (ныне отдел патологии в Case Western Reserve University).
1. 1 2 3  GRCh38: Ensembl release 89: ENSG00000126759 - Ensembl, May 2017
2. 1 2 3  GRCm38: Ensembl release 89: ENSMUSG00000001128 - Ensembl, May 2017
3. ↑  Ссылка на публикацию человека на PubMed: Национальный центр биотехнологической информации, Национальная медицинская библиотека США.
4. ↑  Ссылка на публикацию мыши на PubMed: Национальный центр биотехнологической информации, Национальная медицинская библиотека США.